# چاه شماره ۳ جهاد
چاه شماره ۳ جهاد یا جهادآباد طالقانی چاه شماره یک روستایی در دهستان دهشیر بخش مرکزی شهرستان تفت استان یزد ایران است.

## جمعیت
بر پایه سرشماری عمومی نفوس و مسکن در سال ۱۳۹۵ جمعیت این روستا کمتر از ۳ خانوار بوده‌است.